# El Huizache, Soledad de Graciano Sánchez
El Huizache är en ort i Mexiko.   Den ligger i kommunen Soledad de Graciano Sánchez och delstaten San Luis Potosí, i den centrala delen av landet, 400 km nordväst om huvudstaden Mexico City. El Huizache ligger 1 834 meter över havet och antalet invånare är 219.
Terrängen runt El Huizache är platt västerut, men österut är den kuperad. Runt El Huizache är det ganska glesbefolkat, med 30 invånare per kvadratkilometer. Närmaste större samhälle är San Luis Potosí, 16,6 km sydväst om El Huizache. Trakten runt El Huizache består i huvudsak av gräsmarker.